# Episodi di Spliced
La prima stagione della serie animata Spliced, composta da 26 episodi (52 segmenti), è stata trasmessa negli Stati Uniti d'America da Qubo dal 19 settembre 2009 al 13 marzo 2010.
In Italia la serie è inedita.
| nº  | Titolo originale                              | Titolo italiano | Prima TV USA      | Prima TV Italia |
| --- | --------------------------------------------- | --------------- | ----------------- | --------------- |
| 1a  | Bowled Over                                   |                 | 19 settembre 2009 | Inedito         |
| 1b  | Stuck Together                                |                 | 19 settembre 2009 | Inedito         |
| 2a  | No Play for Princess                          |                 | 20 settembre 2009 | Inedito         |
| 2b  | Cleaning Up                                   |                 | 20 settembre 2009 | Inedito         |
| 3a  | Outsmartered                                  |                 | 3 ottobre 2009    | Inedito         |
| 3b  | Gordon                                        |                 | 3 ottobre 2009    | Inedito         |
| 4a  | Fairly Odd Princesses                         |                 | 10 ottobre 2009   | Inedito         |
| 4b  | Brothers in Farm                              |                 | 10 ottobre 2009   | Inedito         |
| 5a  | Roots                                         |                 | 17 ottobre 2009   | Inedito         |
| 5b  | Two Arms Joe                                  |                 | 17 ottobre 2009   | Inedito         |
| 6a  | Honorary Freak                                |                 | 24 ottobre 2009   | Inedito         |
| 6b  | Come to the Dork Side                         |                 | 24 ottobre 2009   | Inedito         |
| 7a  | Best Before Date                              |                 | 31 ottobre 2009   | Inedito         |
| 7b  | Stompabout                                    |                 | 31 ottobre 2009   | Inedito         |
| 8a  | Amazon                                        |                 | 7 novembre 2009   | Inedito         |
| 8b  | Juice                                         |                 | 7 novembre 2009   | Inedito         |
| 9a  | Stupid Means Never Having to Say I'm Sorry    |                 | 14 novembre 2009  | Inedito         |
| 9b  | Cube Whacked                                  |                 | 14 novembre 2009  | Inedito         |
| 10a | Fuzzy's Great Journey                         |                 | 21 novembre 2009  | Inedito         |
| 10b | Octocataclysm                                 |                 | 21 novembre 2009  | Inedito         |
| 11a | Promises, Promises                            |                 | 28 novembre 2009  | Inedito         |
| 11b | There Will Be Stomp                           |                 | 28 novembre 2009  | Inedito         |
| 12a | Taste of Friendship                           |                 | 5 dicembre 2009   | Inedito         |
| 12b | Sugar Low                                     |                 | 5 dicembre 2009   | Inedito         |
| 13a | Compu-Peri                                    |                 | 12 dicembre 2009  | Inedito         |
| 13b | Marzipan Meadows and the Kingdom of Adventure |                 | 12 dicembre 2009  | Inedito         |
| 14a | Livin' La Vida Lava                           |                 | 19 dicembre 2009  | Inedito         |
| 14b | Mo' Mayo, Mo' Problems                        |                 | 19 dicembre 2009  | Inedito         |
| 15a | Walkie-Talkie Spinesuckie                     |                 | 26 dicembre 2009  | Inedito         |
| 15b | My Fair Sharkbunny                            |                 | 26 dicembre 2009  | Inedito         |
| 16a | The Mutants Who Cried Monsters                |                 | 2 gennaio 2010    | Inedito         |
| 16b | Pink                                          |                 | 2 gennaio 2010    | Inedito         |
| 17a | Pork Chop!                                    |                 | 9 gennaio 2010    | Inedito         |
| 17b | Same Difference                               |                 | 9 gennaio 2010    | Inedito         |
| 18a | Of Masters and Minions                        |                 | 16 gennaio 2010   | Inedito         |
| 18b | Follow Your Dreamworms                        |                 | 16 gennaio 2010   | Inedito         |
| 19a | Whirrel Call                                  |                 | 23 gennaio 2010   | Inedito         |
| 19b | Nightmare on Condemned Street                 |                 | 23 gennaio 2010   | Inedito         |
| 20a | It's Nobody's Cult But Mine                   |                 | 30 gennaio 2010   | Inedito         |
| 20b | Stomach on Strike                             |                 | 30 gennaio 2010   | Inedito         |
| 21a | Living Hellp                                  |                 | 6 febbraio 2010   | Inedito         |
| 21b | Sgt. Snuggums                                 |                 | 6 febbraio 2010   | Inedito         |
| 22a | Jetpackin'                                    |                 | 13 febbraio 2010  | Inedito         |
| 22b | Mole-sters in the Mist                        |                 | 13 febbraio 2010  | Inedito         |
| 23a | Yetis Don't Care About Nothing                |                 | 20 febbraio 2010  | Inedito         |
| 23b | Clones Don't Care 'Bout Nothin' Either        |                 | 20 febbraio 2010  | Inedito         |
| 24a | Helen                                         |                 | 27 febbraio 2010  | Inedito         |
| 24b | The Count of Pinchy Crabbo                    |                 | 27 febbraio 2010  | Inedito         |
| 25a | Mr. Wrinkles in Time                          |                 | 6 marzo 2010      | Inedito         |
| 25b | Bite, Shuffle, and Moan                       |                 | 6 marzo 2010      | Inedito         |
| 26a | One Joe Wingus                                |                 | 13 marzo 2010     | Inedito         |
| 26b | Poosh and the Quest for the Blargy Parble     |                 | 13 marzo 2010     | Inedito         |